# Slovakien i Eurovision Song Contest 2012
Slovakien deltog i Eurovision Song Contest 2012 i Baku i Azerbajdzjan.

## Internt val
Den 8 oktober 2011 meddelade RTVS att man bestämt sig för att inte återvända för ytterligare ett års deltagande i Eurovision Song Contest. Bara två dagar senare meddelade de dock att de fortfarande inte bestämt sig för om de skulle delta eller inte. Den 16 november 2012 stod det klart att landet trots allt skulle delta då de avslöjade att de valt ut sångaren Miroslav Šmajda att representera dem i Baku. Två dagar efter att landet meddelat sin artist var det dock osäkert om Šmajda skulle delta då delar av hans kontrakt med TV-bolaget återstod att diskutera. Så länge som RTVS inte behövde stå för några ekonomiska kostnader så planerade de att fortfarande delta i tävlingen. Šmajda betalade troligtvis själv för sitt deltagande. Den 20 december meddelade TV-bolaget att man klart bestämt sig för att delta i det kommande årets upplaga av ESC och att man skulle göra ett internt val som skulle avslöjas i januari 2012. Den sista januari 2012 meddelades det att landet skulle avslöja sin artist och sång vid en presskonferens den 1 mars. Denna presskonferens flyttades dock fram då det den 2 mars meddelades att den skulle istället hållas den 7 mars. Den 7 mars meddelade TV-bolaget att man valt att skicka Miroslav Šmajda trots allt och att den låt han skulle framföra var "Don't Close Your Eyes".

## Vid Eurovision
Slovakien deltog i den andra semifinalen den 24 maj. Där hade de startnummer 15. De lyckades dock inte ta sig vidare till finalen.